# Elvir Sörensson
Elvir Sture Rikard Sörenson, född 16 januari 1906 i Ystad, död 10 mars 1965 i Ystad, var en svensk friidrottare som tävlade för Ystads IF.
Han vann SM-guld i längdhopp år 1931.